# TYW3
TYW3 (англ. TRNA-yW synthesizing protein 3 homolog) – білок, який кодується однойменним геном, розташованим у людей на 1-й хромосомі. Довжина поліпептидного ланцюга білка становить 259 амінокислот, а молекулярна маса — 29 794.
| 10         |  | 20         |  | 30         |  | 40         |  | 50         |
| ---------- |  | ---------- |  | ---------- |  | ---------- |  | ---------- |
| MDRSAEFRKW |  | KAQCLSKADL |  | SRKGSVDEDV |  | VELVQFLNMR |  | DQFFTTSSCA |
| GRILLLDRGI |  | NGFEVQKQNC |  | CWLLVTHKLC |  | VKDDVIVALK |  | KANGDATLKF |
| EPFVLHVQCR |  | QLQDAQILHS |  | MAIDSGFRNS |  | GITVGKRGKT |  | MLAVRSTHGL |
| EVPLSHKGKL |  | MVTEEYIDFL |  | LNVANQKMEE |  | NKKRIERFYN |  | CLQHALERET |
| MTNLHPKIKE |  | KNNSSYIHKK |  | KRNPEKTRAQ |  | CITKESDEEL |  | ENDDDDDLGI |
| NVTIFPEDY  |  |            |  |            |  |            |  |            |

A: Аланін

C: Цистеїн

D: Аспарагінова кислота

E: Глутамінова кислота

F: Фенілаланін

G: Гліцин

H: Гістидин

I: Ізолейцин

K: Лізин

L: Лейцин

M: Метіонін

N: Аспарагін

P: Пролін

Q: Глутамін

R: Аргінін

S: Серин

T: Треонін

V: Валін

W: Триптофан

Кодований геном білок за функціями належить до трансфераз, метилтрансфераз, фосфопротеїнів. 
Задіяний у таких біологічних процесах, як процесинг тРНК, альтернативний сплайсинг. 
Білок має сайт для зв'язування з S-аденозил-L-метіоніном. 